# الدوري التونسي لكرة اليد 1995–96
الدوري التونسي لكرة اليد 1995-1996 هو الدورة 41 من الدوري التونسي لكرة اليد للرجال.
فاز بهذا الموسم النجم الرياضي الساحلي.

## روابط خارجية
- الموقع الرسمي للجامعة التونسية لكرة اليد.